# Iglesia de San Sebastián (Villapalacios)
La iglesia de San Sebastián es un templo católico de entre el siglo XV o XVI en el municipio albaceteño de Villapalacios (España). Es de estilo gótico y presenta una estructura interior de arcos diafragma, típica de la provincia en la alta Edad Media. El 17 de febrero de 1978 fue declarado Monumento Histórico Artístico, en la actualidad denominado Bien de interés cultural bajo la identificación RI-51-0004267.

## Arquitectura
La iglesia presenta un estilo gótico sencillo con elementos renacentistas. Presenta una planta rectangular de una sola nave dividida en seis segmentos por los arcos diafragma en el interior. Estos, de tipo apuntado se alzan sobre pilastras de sillería rematadas por un pequeño capitel. A los pies del edificio se encuentra el coro alto en madera, sostenido por un pilar y ornamentado con florituras mudéjares. Sobre la estructura se sitúa una segunda tribuna del mismo madera, que está decorada con cabezas humanas y casetones estrellados renacentistas.

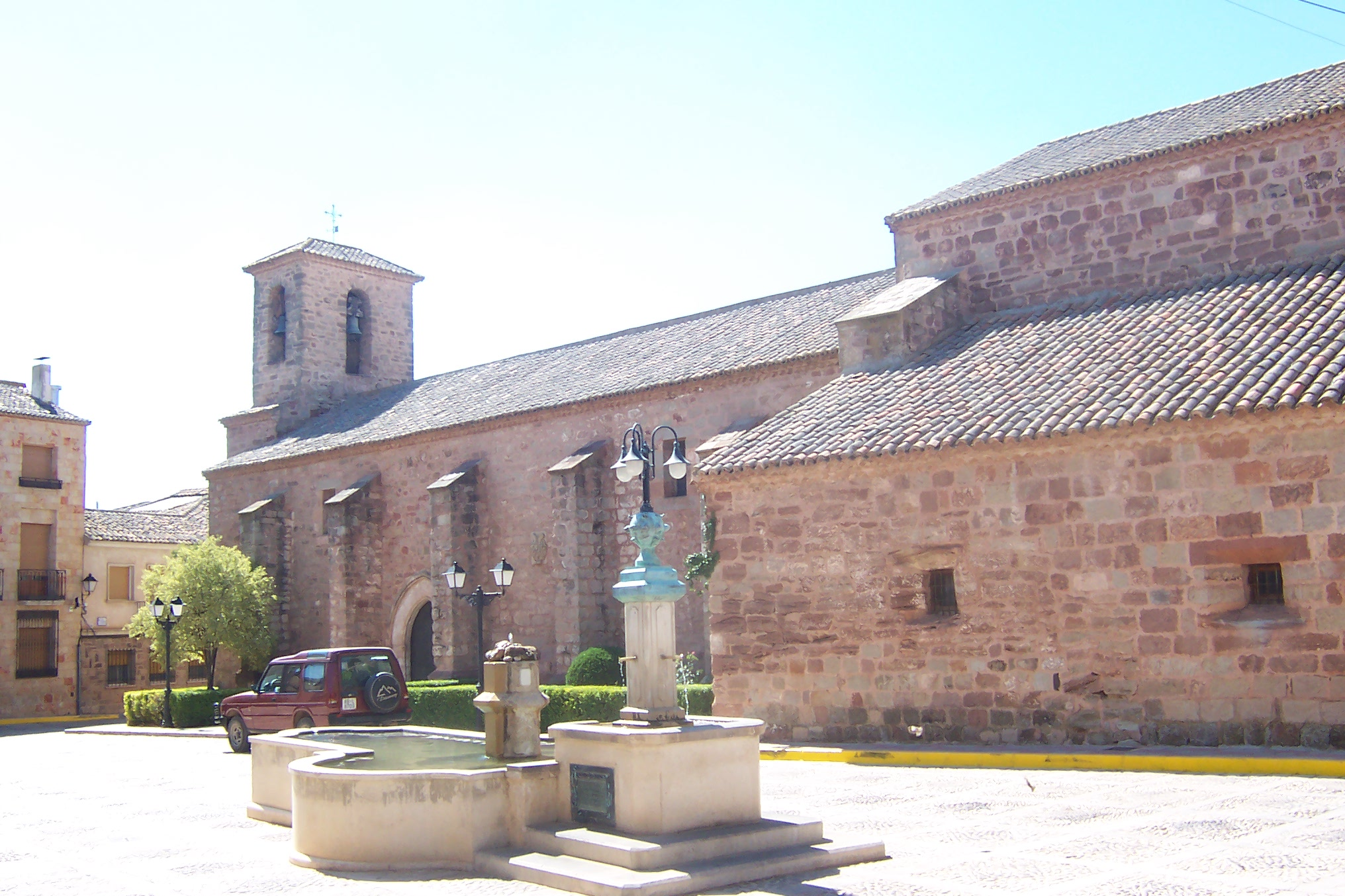
Vista exterior

En cuanto al exterior, cuenta con contrafuertes que compensan el empuje que proviene de los arcos interiores. Para la iluminación interior se abren en la parte superior de los muros varias ventanas adinteladas. La cabecera es plana, con contrafuertes en los bordes. Las paredes presentan sillería irregular, con el techado a dos aguas. La sacristía se ubica en la cabecera, en tanto el campanario se alza a sus pies. Tanto la cara meridional como septentrional cuentan con una puerta de acceso. El acceso norte consiste en un arco de medio punto y el portal sur y principal forma un arco apuntado con una dovela amplia, sustentada por unos capiteles. También esta puerta muestra en escudo de la familia Manrique, señores de la villa en la época de la construcción de la iglesia.
En la fachada oeste se erige la torre del campanario, de base rectangular, techo a cuatro aguas y en sillarejo. Está formada por dos secciones: la inferior no presenta apenas aperturas, con algunas en forma de troneras, en tanto que el campanario tiene cuatro vanos cerrados por arcos de medio punto.

## Historia
La primera mención conocida de la iglesia está recogida en el Códice 913 B del Archivo Histórico Nacional de Madrid, datado del siglo XV. El 1 de noviembre de 1775 el terremoto de Lisboa provocó daños en toda la península ibérica, y según informes de la época el templo fue el edificio más dañado de Villapalacios. La bóveda que solía haber en el crucero se hundió, en parte debido al mal estado en el que se encontraba. También quedaron afectados de gravedad los muros de la capilla mayor y de la torre del campanario. El 22 de agosto de 1936 la parroquia fue saqueada y se quemaron varios retablos, entre otros elementos, y hasta 1939 sirvió como centro de la UGT. En 1957, tras los numerosos daños sufridos a lo largo de los siglos, se iniciaron los trabajos de reforma del edificio.